# آزادراه ۱۰ (آلمان)
آزادراه ۱۰ (انگلیسی: Bundesautobahn 10) بزرگراهی حلقوی در شمال شرقی آلمان است. طول این بزرگراه ۱۹۶ کیلومتر می‌باشد. این آزادراه گرداگرد شهر برلین است.